# Germán IV de Suabia
Germán IV (Hermann IV,, h. 1015-julio de 1038) fue duque de Suabia entre 1030 y 1038. Era el segundo hijo de Ernesto I y Gisela de Suabia. Fue uno de los duques Babenberg de Suabia.

## Biografía
Germán se convirtió en duque en el año 1030, después de la muerte de su hermano mayor, Ernesto II. En aquella época era aún menor.
Siete años más tarde, su padrastro, el emperador Conrado II, lo casó con Adelaida de Susa, la marquesa de Turín, en enero de 1037. Germán fue entonces investido como margrave (marqués) de Turín. En julio del año siguiente, mientras estaba en campaña con Conrado en el sur de Italia, fue abatido por una epidemia cerca de Nápoles. Conrado entonces transfirió el gobierno del ducado de Suabia a su propio hijo, Enrique I, mientras Adelaida se casó de nuevo, con Enrique de Montferrato.
Fue enterrado en la catedral de Trento el 28 de julio de 1038, debido a que el calor del verano hacía imposible llevar su cadáver de vuelta a Alemania.
Debido a una fuente austríaca tardía, a veces se dice por error que Germán tuvo hijos. No fue así. Germán estuvo de campaña durante la mayor parte de su breve matrimonio con Adelaida y murió sin herederos.